# OneDrive
OneDrive (antes chamado de SkyDrive) é um serviço de armazenamento em nuvem da Microsoft. Com ele é possível armazenar, compartilhar e sincronizar qualquer arquivo, usando uma conta da Microsoft. Também é possível definir arquivos públicos (qualquer pessoa poderá acessar a pasta definida como pública), somente amigos (apenas os amigos do usuário), usuários definidos (apenas usuários predeterminados podem acessar a pasta definida para eles/ele acessar) ou privados (somente o usuário que hospedou poderá acessar a pasta definida). Sua versão finalizada foi lançada no dia 21 de fevereiro de 2008. Em 27 de janeiro de 2014, a Microsoft anunciou a mudança de nome do serviço de SkyDrive para Microsoft OneDrive.
Em 2015, a Microsoft anunciou que iria oferecer apenas 5 GB grátis para seus usuários, mas após campanhas ela deixou os 15 GB anteriores para usuários que se pedissem num cadastro, caso não se cadastrassem terão o corte.

## História
Em seu lançamento, o Windows Live SkyDrive, conhecido como Windows Live Folders na época, foi apresentado como uma versão beta limitada disponível para alguns testes nos Estados Unidos.Em 1 de agosto de 2007, o serviço foi ampliado para um público mais amplo. Pouco depois, em 9 de agosto de 2007, o serviço foi renomeado para Windows Live SkyDrive e disponibilizado aos testadores no Reino Unido e Índia. A partir de 22 de maio de 2008, o Windows Live SkyDrive está disponível para 62 países e regiões. No final de 2008, a capacidade de uma conta individual SkyDrive foi atualizada a partir de 5 GB para 25 GB. No dia 20 de setembro de 2014, a capacidade de armazenamento do OneDrive foi aumentada para 30 GB para quem habilitar como automático o upload de suas fotos e vídeos.
O Windows Live SkyDrive foi atualizado para a Wave 4, lançado em 7 de junho de 2010; e adicionou suporte para Office Web Apps, bem como a integração com o Windows Office Live, Oferecendo suporte de versão. Nesta atualização, devido à interrupção da Windows Live Toolbar, a capacidade de sincronizar e compartilhar links favoritos na web entre usuários via SkyDrive também foi interrompida.[carece de fontes?]

## Funcionalidades
- Tags pessoais (que trazem informações pessoais das fotos relacionadas à sua rede de contatos.
- Galeria de fotos, que dão suporte a arquivos no formato ZIP; e formatos de arquivos digitais do tipo imagem. A ferramenta tem recursos como slide show, que exibe as fotos e imagens em modo "tela cheia", utilizando a tecnologia Silverlight.

### Office Online
O Office Online é uma suíte online que compõe o OneDrive; e permite aos usuários carregar, criar, editar e compartilhar documentos de texto, planilha eletrônica, apresentações multimídia e anotações que podem ser coletadas e compartilhadas em grupo.
Cada uma das funcionalidades acima é atendida por um programa específico, que faz parte do pacote online. A proposta é, na verdade, apresentar os tradicionais Microsoft Word, Microsoft Excel, Microsoft PowerPoint e Microsoft OneNote em sua versão online, sem a necessidade de instalação no computador local, porém com funcionalidades reduzidas. Podemos dizer que ele é funcional, porém sem muitos dos recursos dos aplicativos desktop.
A versão online recebe nome específico, para diferenciação com o pacote tradicional, a saber: Microsoft Word Web App, Microsoft Excel Web App, Microsoft Powerpoint Web App e Microsoft One Note Web App.
A ligação com a área de armazenamento do Onedrive dão uma aplicabilidade muito grande à suíte do Windows Office, permitindo a edição e compartilhamento de documentos, sem contar a praticidade do acesso aos dados, a partir de qualquer computador conectado à rede mundial de computadores.

### RSS
É possível inscrever-se RSS do conteúdo das pastas públicas. Os elementos que contêm imagens de visualização dos arquivos adicionados - ou uma miniatura de uma imagem ou um ícone representando o tipo de arquivo - e links para páginas de download de arquivos.

### Fazer download como .zip
Diretórios inteiros pode ser baixados como um único arquivo zip. Com esse recurso, que é encontrado no menu dropdown "Mais".

### Integração ao Windows
O OneDrive possui um aplicativo para Windows 8, no qual é possível realizar a maior parte das tarefas presentes na versão Web.
No Windows 8.1 e Windows 10, o OneDrive possui uma integração ao Explorador de Arquivos (Windows Explorer), que sincroniza os arquivos salvos nas pastas locais (Documentos, Imagens, Músicas, Vídeos, Downloads, etc...) com o armazenamento na nuvem; e oferece a possibilidade de utilizar os arquivos da nuvem diretamente do Explorador.